# Hjalmar August Möller
Hjalmar August Möller (26 de septiembre de 1866, Ystad - 19 de marzo de 1941) fue un geólogo, botánico, y explorador sueco.
Möller estudió de 1887 a 1903 su doctorado en la Universidad de Lund. Allí fue asistente en la institución botánica entre 1896 a 1900 y en Museo Sueco de Historia Natural en su Departamento de Arqueología y plantas fósiles, entre 1901 a 1903.
De 1904 a 1906, fue secretario y asistente de la Asociación de Semillas de Suecia en Svalöv, luego de 1906 a 1908, profesor en el Instituto Superior de la escuela media en Kalmar; y en 1908 se convirtió en profesor de la Escuela Secundaria Superior general en Gong. En 1913 en Västervik y en 1915 en Kalmar, y se benefició con el retiro en 1917, quedando con trabajo científico en el Museo de Historia Natural.
En 1897, visitó como académico Java y Burma, y llevó a cabo viajes de investigación por Suecia y los países vecinos. De sus escritos publicados incluyen Om Acerocarezonen (junto con Johan Christian Moberg, 1898), Cladopus Nymani, eine Podostemacé aus Java (1899), Bidrag till Bornholms fossila flora: 1. Pteridofyter, 63 pp. (1902), 2. Gymnospermer, 56 pp. (1903), Löfmossornas utbredning i Sverige (13 vols. 1911-1936) y Beiträge zur Moosflora Javas, Straits Settlements und Birmas (1918).

## Otras publicaciones
- 1927. Die Laubmoose Kamtschatkas. Edición reimpresa de C. Heinrich, 12 pp.

- 1919. Studies on mosses.

- 1919. Delineatio regni animalis secundum Caroli Linnaei Systema naturae: accedunt vocabula Suecica. Con Carlos Linneo, Felix Bryk. Edición reimpresa de F. Bryk, 16 pp.

- 1907. Mossor. Volumen 2 de Förteckning öfver Skandinaviens Växter. Editor C.W.K. Gleerup, 64 pp.